# Valero Energy
Valero Energy Corporation är ett amerikanskt multinationellt petroleumbolag som koncentrerar sig enbart på mellan- och nedströmsverksamheter inom den globala petroleumindustrin, där de raffinerar, marknadsför och transporterar petroleum och petroleumprodukter till kunder världen över. Den amerikanska ekonomitidskriften Forbes rankade Valero till USA:s femte största publika- och världens 17:e största publika petroleumbolag.
De är också en av USA:s största bensinstationsägare med omkring 7 400 stationer i samtliga amerikanska delstater och är ägare av en vindkraftspark med en märkeffekt på omkring 50 megawatt (MW).